# Proyecto de Unión del Estrecho de Bering

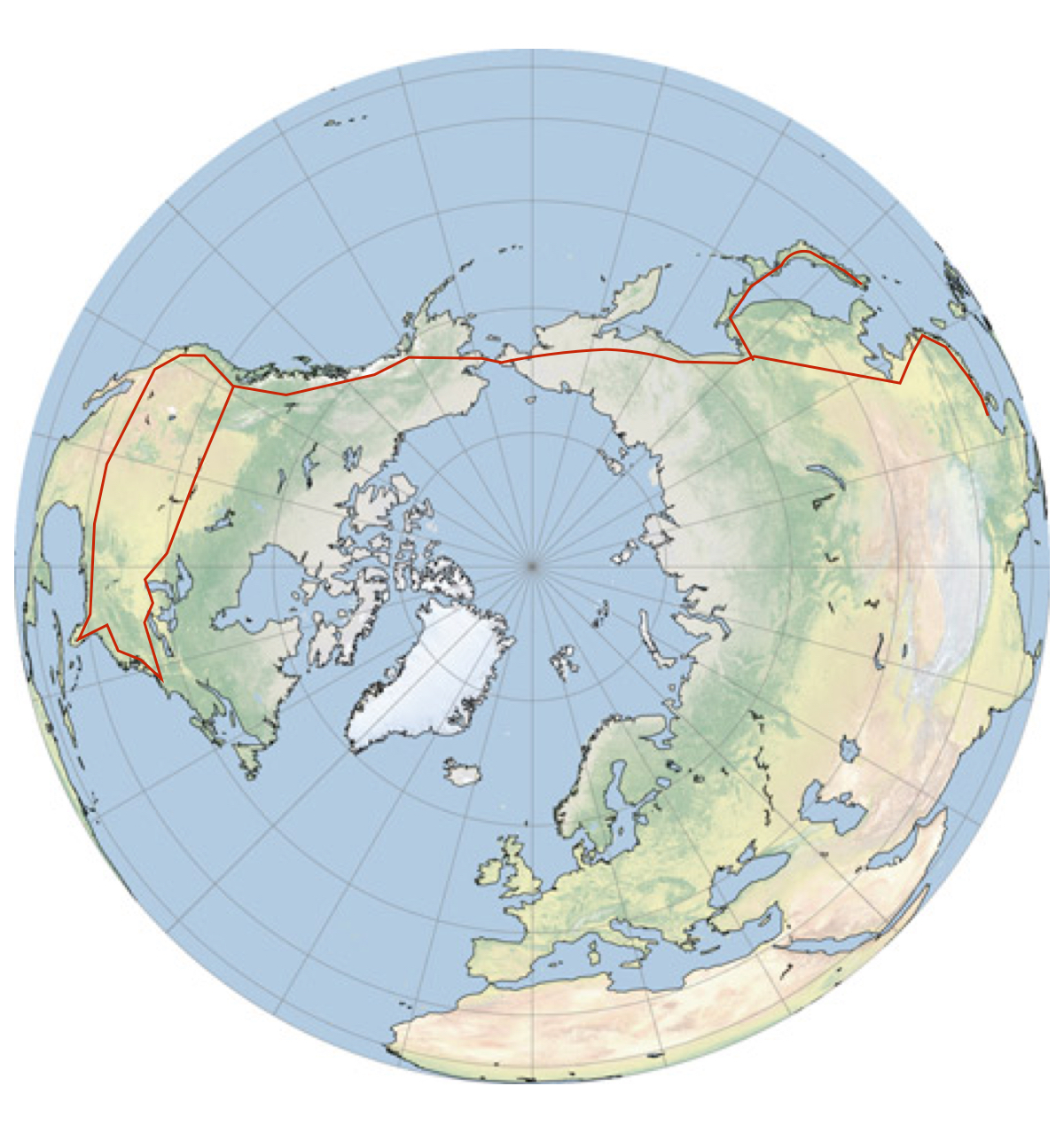
Vista del Polo del norte del Estrecho de Bering

Conocido como Puente Intercontinental de la Paz, es un puente o túnel que atravesaría el estrecho de Bering entre la Península de Chukotka en el distrito ruso de Chukotka y la Península de Seward en el estado estadounidense de Alaska. En ambos casos, proporcionarían una conexión que uniría Eurasia y América Septentrional.
Con las dos Islas Diómedes entre las penínsulas, el Estrecho de Bering podría ser atravesado por un puente y un túnel. Podría haber un puente largo, de casi 40 km, que conectaría Alaska con las Islas Diomede, y un túnel que conectaría las Islas Diómedes con Rusia. La tierra resultante de la perforación del túnel podría ser utilizada como relleno para conectar las dos islas.
Se han presentado varias propuestas para cruzar el Estrecho de Bering realizadas por varias personas, canales de televisión, revistas, etc. Los nombres de los túneles ha incluido "TKM-World Link" y "Tunel de la paz AmerAsiático". En abril de 2007, funcionarios del gobierno ruso comunicaron a la prensa que el gobierno ruso respaldará un plan de 65.000 millones de dólares en un consorcio de empresas para construir un túnel del Estrecho de Bering.

## Historia

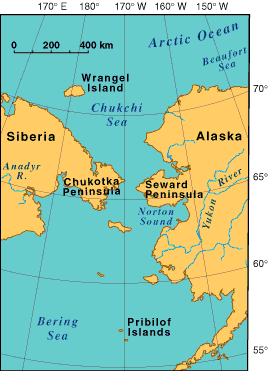
En el mapa se muestra la proximidad de la Península de Chukotka en Rusia con la Península de Seward en América

### SigloXIX
El concepto de conexión terrestre para atravesar el Estrecho de Bering se remonta a antes del siglo XX. William Gilpin, primer gobernador del Territorio de Colorado, imaginó un vasto "Ferrocarril Cosmopolita" en 1890 que uniría el mundo entero a través de una serie de ferrocarriles.
Dos años más tarde, Joseph Strauss, quien luego diseñaría más de 400 puentes y sería Ingeniero del Proyecto para el Puente Golden Gate, presentó la primera propuesta para un puente ferroviario del Estrecho de Bering en su tesis. El proyecto fue presentado al gobierno del Imperio ruso, pero este fue rechazado.

### SigloXX
El sindicato de magnates del ferrocarril americano propuso en 1904 (a través de un portavoz francés) un ferrocarril Alaska-Siberiano desde Cabo Príncipe de Gales en Alaska a través de un túnel bajo el Estrecho de Bering y a través del noreste de Siberia hasta Irkutsk vía Cabo Dezhneva, Verjnekolymsk (en la República de Sajá) y Yakutsk. La propuesta consistía en un contrato de arrendamiento por 90 años y derechos mineros exclusivos de 13 km a cada lado del derecho de paso. Fue debatido por los funcionarios y finalmente rechazado el 20 de marzo de 1907.
Nicolás II de Rusia aprobó un túnel (posiblemente la propuesta americana mencionada) en 1905. Su costo se estimó en 65 millones[7] y 300 millones de dólares, incluyendo todos los ferrocarriles.
Estas esperanzas se vieron frustradas con el estallido de la Primera Guerra Mundial y la Revolución rusa.
El interés se renovó durante la Segunda Guerra Mundial con la conclusión en 1942-43 de la Autopista de Alaska que une el territorio remoto de Alaska con Canadá y los Estados Unidos contiguos. En 1942, la Asociación de Política Exterior preveía que la carretera continuaría enlazándose con Nome ahasta el Estrecho de Bering, enlazada por autopista con la cabecera del ferrocarril en Irkutsk, utilizando un servicio alternativo de transbordador marítimo y aéreo a través del Estrecho de Bering.
En 1958, el ingeniero T. Y. Lin sugirió la construcción de un puente a través del Estrecho de Bering "para fomentar el comercio y el entendimiento entre el pueblo de los Estados Unidos y la Unión Soviética". Diez años después, organizó el "Puente Intercontinental de la Paz, Inc". una institución sin fines de lucro organizada para promover esta propuesta. En ese momento hizo un estudio de factibilidad de un puente para el Estrecho de Bering y calculó el costo en $1 billón para el tramo de 80 km. En 1994, actualizó el costo a más de 4.000 millones de dólares. Al igual que Gilpin, Lin concibió el proyecto como un símbolo de cooperación y unidad internacional, y lo llamó el Puente Intercontinental de la Paz.

### SigloXXI
En septiembre de 2005, cuando lanzó la Federación Universal por la Paz, Sun Myung Moon trajo una nueva luz a la idea de construir lo que Moon llamó el "Puente y túnel Rey de la Paz del Estrecho de Bering", llamando a todos los gobiernos del mundo a hacer un esfuerzo conjunto para lograr la paz mundial. El 10 de febrero de 2009, la "Fundación para la Paz y la Unificación" de Sun Myung Moon anunció un concurso para el diseño de un puente en el Estrecho a través de las Islas Diomede. El ganador (anunciado el 11 de junio de 2009), fue un proyecto titulado "Archipiélago de Diomede". Propone una serie de islas artificiales que forman dos archipiélagos extendiendo los dos continentes, y tres túneles que conectan las dos islas Diomede y los archipiélagos.
De acuerdo con el informe del Beijing Times de mayo de 2014, los expertos chinos en transporte proponen construir una línea ferroviaria de alta velocidad de aproximadamente 10 000 kilómetros desde Manchuria hasta los Estados Unidos. El proyecto incluiría un túnel bajo el Estrecho de Bering y conectaría con los Estados Unidos contiguos a través de Canadá.

## Preocupaciones técnicas

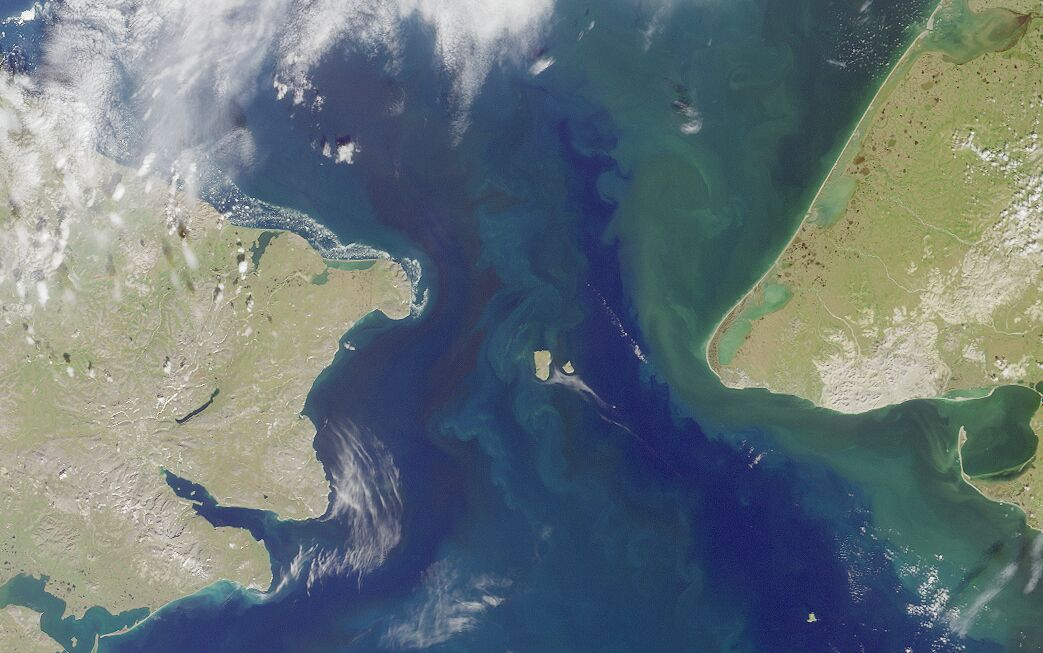
Imagen satelital del Estecho de Bering. Cabo Dezhnev, (Rusia) a la izquierda, las dos islas Diómedes en el medio, y Cabo Príncipe de Gales, (Alaska) al lado derecho.

### Profundidad de agua
La profundidad del agua es un problema menor, ya que la profundidad del estrecho no es mayor a 55 metros. Las mareas y corrientes en el área no son severas.

### Desafíos relacionados con el clima

#### Restricciones en los trabajos de construcción
La ruta se encuentra justo al sur del Círculo polar Ártico, y su localización tiene inviernos largos y oscuros y un clima extremo, incluyendo temperaturas medias en invierno de -20 °C y posibles temperaturas mínimas que se aproximan a los -50 °C. Esto significaría que los trabajos de construcción probablemente se limitarían a seis meses del año.

#### Exposición del acero
El clima también plantea desafíos para el acero expuesto. En el diseño de Lin, el hormigón cubre todas las estructuras, para simplificar el mantenimiento y ofrecer una rigidez adicional.

#### Hielo Marino
Aunque no hay iceberg en el Estrecho de Bering, Banquisas de hasta 1,8 metros de espesor están en constante movimiento durante ciertas estaciones, lo que podría producir fuerzas del orden de 44 meganewtons (4500 toneladas de fuerza) en un muelle.

### Tundra en las regiones circundantes
Los caminos a ambos lados del estrecho probablemente tendrían que atravesar la tundra, lo cual requeriría ya sea un camino sin pavimentar o alguna forma de evitar los efectos del permafrost.

## Rutas y gastos posibles

### El puente
El puente probablemente conectaría Wales en Alaska donde terminara la ampliación de la Carretera Panamericana con algún punto al sur de Uelen en Rusia donde terminara la ampliación de la Autopista de Kolimá y estaría dividido por las islas Diómedes ubicadas en el centro del Estrecho de Bering. Esta propuesta implica la necesidad de un túnel para atravesar las Islas Diomede, ya que la isla de Diómedes Mayor tiene más de 300 metros de altura en su punto más elevado.
En 1994, Lin estimó el coste de un puente en "unos cuantos miles de millones" de dólares. Se calcula que las carreteras y los ferrocarriles de cada lado costarían unos cincuenta billones de dólares. Lin contrastó este costo con los recursos petroleros "que valían billones". El programa Mega construcciones de Discovery Channel estima el coste de una autopista, ferrocarril electrificado de doble vía de alta velocidad y oleoductos en ciento cinco billones de dólares, cinco veces el costo del Eurotúnel, de cincuenta kilómetros.

### Conexiones con el resto del mundo
Esto excluye el coste de nuevas carreteras y vías férreas para su acceso al puente. Aparte de los evidentes retos técnicos de la construcción de dos puentes de cuarenta kilómetros o de un túnel de más de ochenta kilómetros a lo largo del estrecho. Otro reto importante es que, a partir de 2017, no haya nada a ambos lados del estrecho de Bering con lo que conectar el puente.

#### Lado ruso
El lado ruso del Estrecho, en particular, carece gravemente de infraestructura. A pesar de que numerosas carreteras conectan Egvekinot con Amguema y otras ciudades de Chukotka, no hay importantes carreteras que enlacen a lo largo de casi dos mil kilómetros. Además, no existen vías férreas o carreteras pavimentadas para más de tres mil doscientos kilómetros en ninguna dirección desde el estrecho. Una carretera por la región tendría que atravesar cadenas montañosas, tundra, acantilados y bosques de pinos.
La carretera principal de conexión más cercana es la Autopista de Kolimá , que actualmente se encuentra en mal estado y atraviesa pasos de alta montaña.Sin embargo, para 2021 se construirá una carretera que unirá Ola y Uelen, a escasos 1000 kilómetros del Estrecho.

#### Lado americano
En el lado americano, probablemente unos mil doscientos kilómetros (750 millas) de carreteras o vías férreas tendrían que construirse alrededor de Norton Sound, a través de un paso a lo largo del río Unalakleet, y a lo largo del río Yukon para conectar a Ruta de Alaska 2  o Carretera Panamericana en otras palabras, una ruta similar a la de Iditarod. El gobierno del estado de Alaska ha propuesto un proyecto para conectar Nome (160 km desde el estrecho) al resto del continente por una carretera pavimentada (parte de Ruta de Alaska 2) aunque su costo muy elevado (de $2.3 a $2.7 mil millones, unos 3 millones de dólares por kilómetro) ha impedido la construcción.
En el 2016 se amplió la red vial de Alaska hacia Tanana construyendo una sencilla carretera de ochenta kilómetros.[cita requerida]

## El enlace mundial (TKM-World Link)
El enlace TKM-World Link (ruso: ТрансКонтинентальная магистраль, inglés: Transcontinental Railway) también llamado ICL-World Link es un enlace planeado de 6.000 kilómetros entre Siberia y Alaska que proporcionará petróleo, gas natural, electricidad y pasajeros de ferrocarril a los Estados Unidos desde Rusia. Propuesto en 2007, el plan incluye previsiones para construir un túnel de 103 kilómetros bajo el Estrecho de Bering que, de ser completado, se convertiría en el túnel más largo del mundo. El túnel formaría parte de un ferrocarril que uniría Yakutsk, la capital de la república rusa de Yakutia, y Komsomolsk del Amur, en el lejano oriente ruso, con la costa occidental de Alaska. Se estima que el estrecho de Bering costaría entre 10 billones a 12 billones de dólares, mientras que todo el proyecto costaría 65 billones de dólares.
En 2008, el primer ministro ruso Vladímir Putin aprobó el proyecto de construcción de un ferrocarril en el área del estrecho de Bering, como parte del plan de desarrollo hasta 2030. El túnel de más de 100 kilómetros recorrería el Estrecho de Bering entre Chukotka, en el lejano oriente ruso, y Alaska. El costo estimado sería de US$66 billones.
A finales de agosto de 2011, en una conferencia en Yakutsk, en el este de Rusia, el plan fue respaldado por algunos de los principales funcionarios del presidente Dmitry Medvédev incluyendo a Aleksandr Levinthal, el representante federal adjunto para el Lejano Oriente ruso. Los partidarios de la idea creían que sería una forma más rápida, segura y barata de transportar mercancías por todo el mundo que los barcos portacontenedores. Ellos estimaron que podría transportar cerca del 3% de la carga mundial y generar alrededor de 7 billones de dólares al año. Poco después, el gobierno ruso aprobó la construcción de la vía férrea y túnel Siberia-Alaska, de $65 billones de dólares, a través del Estrecho de Bering.
Otros observadores dudan de que esto sea más barato que los porta-contenedores, teniendo en cuenta que el coste del transporte ferroviario de China a Europa por ferrocarril es más elevado que el de los porta-contenedores (excepto en el caso de las cargas costosas, en las que el plazo de entrega es importante).
En 2013 se completó el ferrocarril Amur Yakutsk Mainline que une Yakutsk (2,800 km del estrecho) con el ferrocarril Transiberiano. Sin embargo, este ferrocarril está destinado al transporte de mercancías y es demasiado curvo para los trenes de pasajeros de alta velocidad. Los proyectos futuros incluyen la línea principal Lena-Kamchatka (ru) y la autopista Kolyma-Anadyr (ru). La carretera Kolyma-Anadyr ha comenzado la construcción, pero será un estrecho camino de grava.

## Ferrocarril "China-Rusia-Canadá-América"
En 2014, surgieron informes de que China está considerando la construcción de un tren bala "China-Rusia-Canadá-América" a 350 km/h que incluiría un túnel submarino de 200 kilómetros de longitud que atravesaría el Estrecho de Bering y permitiría a los pasajeros viajar entre Estados Unidos y China en unos dos días.
Aunque la prensa sigue siendo escéptica respecto al proyecto, el diario estatal chino China Daily afirma que China posee la tecnología necesaria para construir un túnel submarino que conectaría la provincia china de Fujian con Taiwán. Se desconoce quién se espera que pague por la construcción, aunque China tiene en otros proyectos ofrecidos para construirlos y financiarlos, y espera que el dinero se recupere al final a través de honorarios o alquileres. También se habla de lo poco práctico y eficiente del transporte de pasajeros en viajes de tres días en tren, existiendo la posibilidad de utilizar vuelos directos de alrededor de 12 horas entre China y EE. UU., quedando la utilidad del tren relegada al transporte de mercancías, el cual sí sería más rápido que por barco.

## Desarrollo del cinturón Trans-Eurasiático
En 2015 se informó de otra posible colaboración entre China y Rusia que formará parte del Desarrollo del cinturón euroasiático; un corredor de transporte a través de Siberia que también incluiría un puente vial con gasoductos y oleoductos entre el punto más oriental de Siberia y el punto más occidental de Alaska. Uniría Londres y Nueva York por ferrocarril y autopistas a través de Rusia si se llevara a cabo.
La Iniciativa del Cinturón y Ruta de la Seda tiene planes similares, por lo que el proyecto funcionaría en paralelo para ambos países.